# Митьков, Дмитрий Яковлевич
Дмитрий Яковлевич Митьков (4 [16] октября 1899, Сурымбаш-Муча, Ядринский уезд, Казанская губерния, Российская империя - 9 октября 1976, Чебоксары, Чувашская АССР) — советский государственный деятель, председатель Президиума Верховного Совета Чувашской АССР (1955—1957).

## Биография

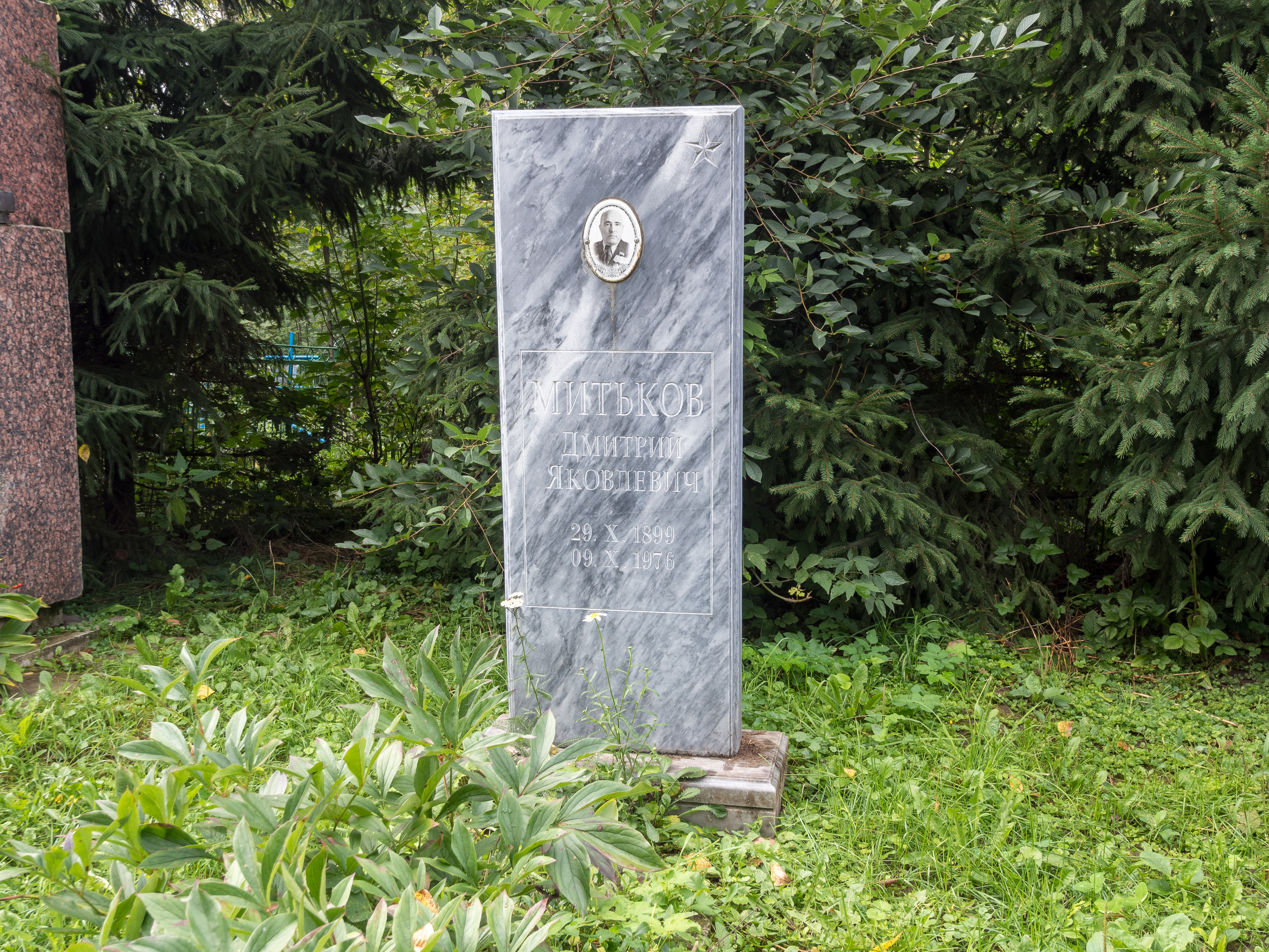
Могила Д. Я. Митькова в Чебоксарах

Родился в крестьянской семье. В 1919–1922 гг. служил в Красной Армии.
В 1934 г. окончил факультет сельского хозяйства Ленинградского Всесоюзного коммунистического университета.
В 1923—1927 гг. — военный делопроизводитель, заведующий культурно-просветительной частью исполнительного комитета Аликовского волостного Совета (Чувашская АССР), председатель исполнительного комитета Аликовского волостного Совета (Чувашская АССР).
- 1934—1936 гг. — директор Аликовской машинно-тракторной станции,
- 1936—1938 гг. — директор Ибресинской машинно-тракторной станции,
- 1938—1942 гг. — уполномоченный Народного комиссариата заготовок СССР по Чувашской АССР, начальник отдела СНК Чувашской АССР,
- 1942—1947 гг. — первый секретарь Цивильского районного комитета ВКП(б),
- 1947—1955 гг. — заместитель председателя Президиума Верховного Совета Чувашской АССР,
- 1955—1957 гг. — председатель Президиума Верховного Совета Чувашской АССР.

С 1957 г. персональный пенсионер. С августа 1958 по май 1964 гг. — заведующий партийным архивом Чувашского областного комитета КПСС.

## Память
Похоронен на мемориальном кладбище города Чебоксары.

## Награды и звания
Награжден орденами Трудового Красного Знамени, Отечественной Войны I-й степени, «Знак Почёта».
Отмечен малой Золотой Медалью ВДНХ СССР.